# دوناتو زامپینی
دوناتو زامپینی (ایتالیایی: Donato Zampini; ۱۰ دسامبر ۱۹۲۶ – ۲۰ مارس ۲۰۰۷) دوچرخه‌سوار اهل ایتالیا بود.